# Obila delineata
Obila delineata är en fjärilsart som beskrevs av Walker 1862. Obila delineata ingår i släktet Obila och familjen mätare. Inga underarter finns listade i Catalogue of Life.